# Vladimir Tatarchuk
Vladimir Iosifovich Tatarchuk (em russo, Владимир Иосифович Татарчук: (Matrosovo, 25 de abril de 1966) é um ex-futebolista profissional russo que atuava como meio-campo, campeão olímpico em Seul 1988.

## Carreira
Vladimir Tatarchuk foi campeão olímpico com a União Soviética, derrotando o Brasil na final de Seul 1988.